# شاهسپرغم
شاه اسپَرَغْم یا شاه اسپَرَم (نام علمی: Tanacetum balsamita) نام یک گونه از سرده مینا و تبار کاسنیان است. خاستگاه این گونه را به مراغه نسبت داده اند.

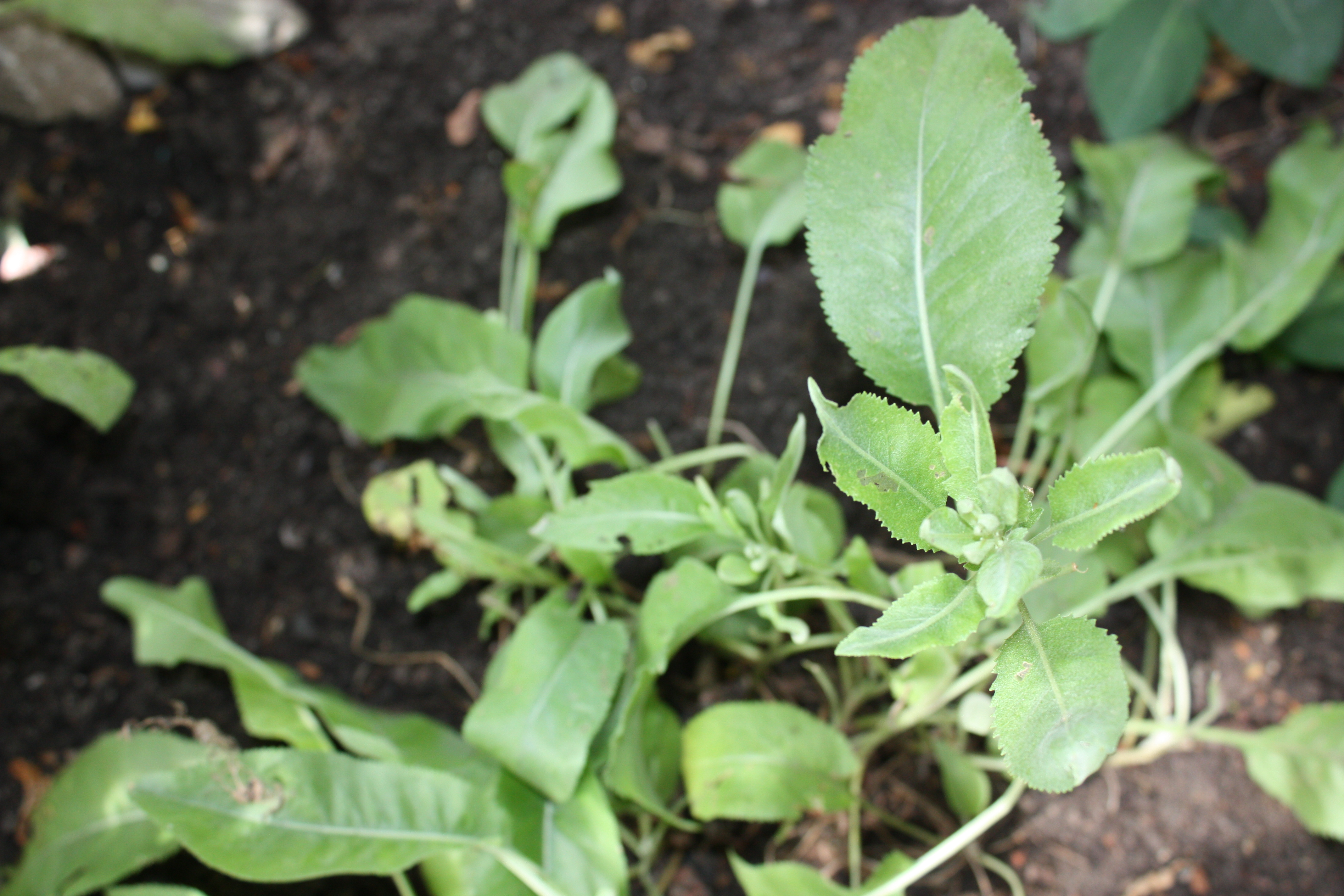
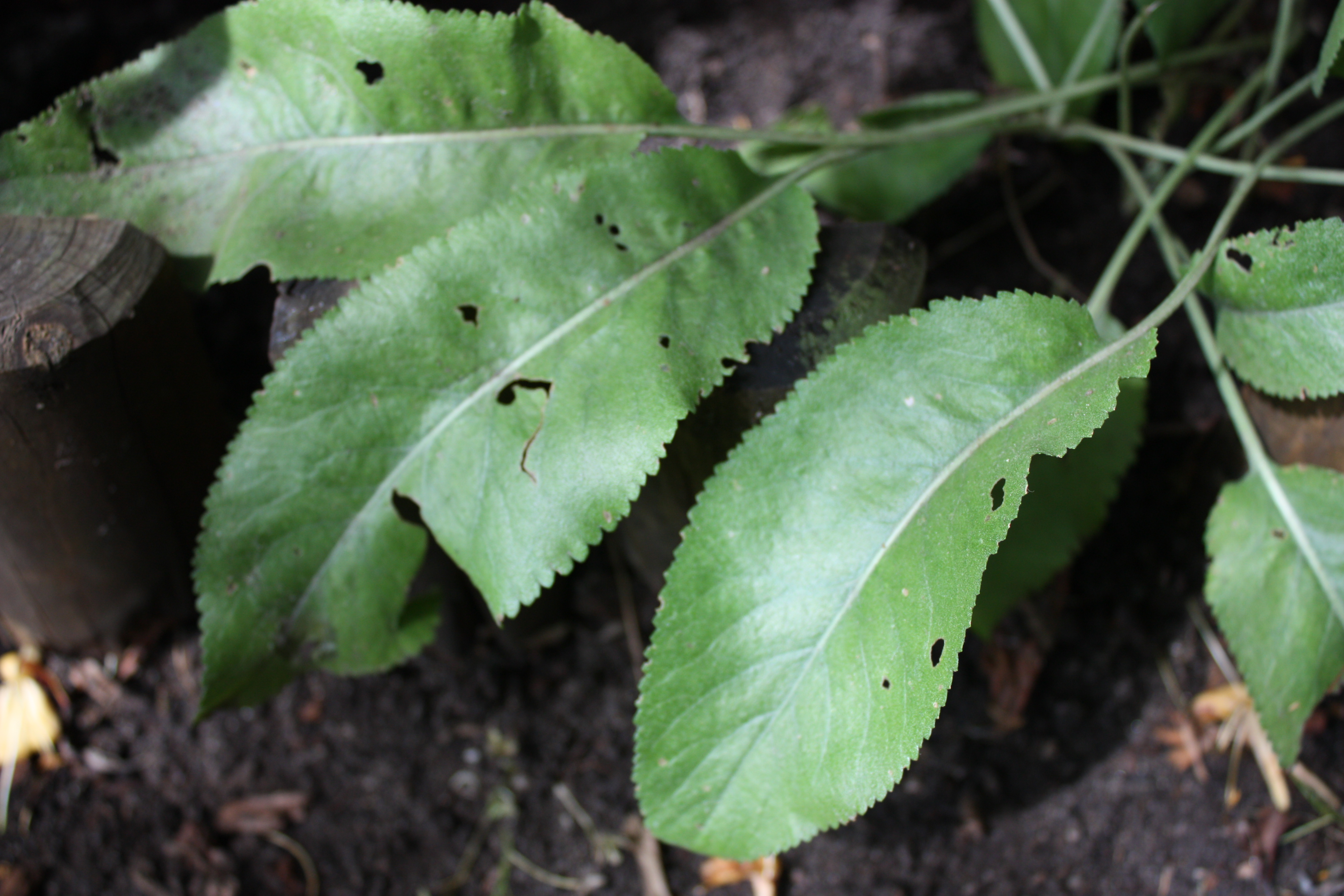